# キム・ゴンモ
キム・ゴンモ（金健模、朝: 김건모、1968年1月13日 - ）は、1992年デビューの韓国の歌手。釜山広域市出身。本貫は金寧金氏。韓国で最も人気のある芸能人の一人であり、韓国で最もアルバムを売った記録を所持している。
アルバムを100万枚売る数少ない歌手であり（彼の3枚目のアルバムは280万枚以上売れ、海賊版を含めると500万枚以上と言われる）、彼のアルバムは韓国の音楽チャートで一貫して上位にランクされる（8枚目のアルバムは2003年に韓国で最も多く売り上げたアルバムとなった（韓国レコード産業協会調べ））。代表曲は『핑계』（日本語訳「言い訳」）、『잘못된 만남』（日本語訳「間違った出会い」）、『짱가』など。
また、2000年10月には、札幌(札幌ファクトリーホール)、東京(オンエアーイースト)、大阪(ヒートビート)の3都市で日本公演が実施された。

## 略歴
ソウル芸大では国楽科を専攻し、海軍では軍楽隊の鍵盤奏者を務めた。海軍を除隊後、「平均律」というバンドのキーボードを務めた後、プロデューサー、キム・ジャンファンに見出されて、1992年、ソロデビューした。1995年、キム・ジャンファンのもとから独立、事務所を移籍した。

## ディスコグラフィー

### CD
- 1集/Kim Gunmo (1992年)
- 2集/Kim Gunmo2 (1993年、Yedang Records)
- 3集 (1995年、Retro)
- In My Pop & Live (1995年)
- 4集/exchange kg.m4 (1996年)
- 5集/Myself (1997年)
- About Freedom (1998年)
- 6集/Growing (1999年、Yui Music Label)
- 7集/Another days... (2001年、Meta Company)
- Kim GunMo LIVE (2002年)
- 8集/Hestory (2003年、Doremi/skc)
- 9集/kimgunmo.9 (2004年、Yedang Records)
- 10集/Be Like... (2005年、Yedang Records)

- 韓流バラード第1集「BLACK COFFEE1 (2005年、ジェネオン エンタテインメント) 企画アルバム

### DVD
- It's My Song: Music Collection (2006年、タキコーポレーション)

### VIDEO
- Kim GunMo Music Video (2000年)